# Trzecia lokatorka
Trzecia lokatorka (ang. Third Girl) – powieść Agathy Christie wydana w 1966 r.

## Opis fabuły
Do Herkulesa Poirota przychodzi dziewczyna, prosząc go o radę w sprawie morderstwa, które "prawdopodobnie popełniła". Szybko jednak rezygnuje z jego pomocy, twierdząc, że detektyw... jest za stary. Dotknięty tą uwagą i zarazem zaintrygowany, Poirot postanawia odnaleźć dziewczynę i wyjaśnić sprawę. Pomaga mu autorka kryminałów, Ariadna Oliver. Udaje im się ustalić tożsamość dziewczyny - to Norma Restarick, córka znajomych pani Olivier. Okazuje się, że niemal wszyscy uważają Normę za obłąkaną. Jej ojciec, znany biznesmen Andrew Restarick postanowił znaleźć jej mieszkanie w Londynie po tym, jak Norma próbowała otruć jego nowo poślubioną żonę. Dziewczyna wyprowadziła się więc do Londynu, gdzie dzieli mieszkanie z dwiema koleżankami. Tam dochodzi do tajemniczego zgonu starszej kobiety i wygląda na to, że panna Restarick maczała w nim palce.

## Rozwiązanie
Norma nie widziała ojca przez wiele lat przed jego powrotem z Afryki Południowej. Nie zdaje więc sobie sprawy ani z tego, że on nie żyje, ani z tego, że ostatnimi czasy ktoś go "zastępował". Oszust nazwiskiem Robert Orwell postanowił zająć miejsce zmarłego Restaricka, by dysponować jego ogromnym majątkiem w Anglii. Okazuje się jednak, że w Londynie żyje kochanka Restaricka sprzed lat, która na pewno zorientowałaby się w zamianie. Fałszywy biznesmen i jego wspólniczka postanawiają zamordować niewygodnego świadka i zrzucić winę na Normę, odurzając ją wcześniej regularnie narkotykami tak, by zyskała opinię szalonej i niezdolnej do kontroli nad własnymi czynami. Wychodzi też na jaw, że wspólniczka "Restaricka" dzięki doskonałej charakteryzacji wcielała się jednocześnie w dwie role - jego nowo poślubionej żony i Frances Cary, jednej z koleżanek Normy, z którymi dziewczyna dzieli mieszkanie. Wkrótce para morderców postanawia popełnić drugą zbrodnię i winę również zrzucić na Normę; w porę jednak do akcji wkracza Herkules Poirot.